# Almostarxide
Abu Almançor Alfadle Almostarxide Bilá (em árabe: أبو المنصور الفضل المسترشد بالله; romaniz.: Abū l-Manṣūr al-Faḍl al-Mustaršid bi-'llāh), melhor conhecido como Almostarxide (em árabe: المستظهر باللهAl-Mustarshid), foi o califa abássida entre 1118 e 1135, sucedendo ao seu pai Almostazir. Ele conseguiu mais independência como governante enquanto o sultão seljúcida Mamude II estava engajado em batalhas no oriente.

## História
Em 1123, um general árabe dos maziádidas tentou se aproveitar do suposto vácuo de poder deixado pela falta do sultão e, após saquear Baçorá, atracou Bagdá junto com um irmão mais novo do sultão. Ele foi, porém, completamente destruído por um exército seljúcida sob Zengui. Em 1125, foi a vez de Almostarxide se rebelar e ele enviou um exército para tomar Uacite, mas foi derrotado nas proximidades de Bagdá e confinado ao seu palácio no ano seguinte.
Com a morte do sultão Mamude, uma guerra civil irrompeu nos territórios ocidentais do Império Seljúcida. Zengui foi chamado de volta ao oriente por membros da revolta, estimulados pelo califa, foi agredido e teve que fugir. O califa o perseguiu até Moçul e o cercou ali, mas sem conseguir prendê-lo pelos próximos três meses. O ato foi, de qualquer maneira, um renascimento do poder militar do califado.
Posteriormente, Zengui reiniciou suas operações na Síria em 1134, cercando Damasco, mas foi induzido, parte pela bravura do inimigo e parcialmente por incitação do califa, a quem o general teve que fazer concessões nas orações públicas para se livrar do cerco anterior. Novamente reconvocado ao oriente, ele foi incapaz de causar algum dano aos invasores francos (como os muçulmanos chamavam os membros da Primeira Cruzada) antes da morte de Almostarxide.
Não muito depois do cerco de Damasco, Almostarxide lançou uma campanha militar contra o sultão Maçude dos seljúcidas ocidentais e que tinha obtido este título em Bagdá pelas mãos do próprio califa. Os exércitos rivais se encontraram perto de Hamadã: o califa, desertado por suas tropas, foi aprisionado e perdoado sob a condição de nunca mais deixar seu palácio. Deixado sozinho na tenda real na ausência do sultão, ele foi encontrado morte, supostamente pelas mãos de um enviado dos assassinos (hashshashins), que não tinham nenhum amor pelo califa. Historiadores modernos suspeitaram que Maçude estava por trás do assassinato, embora dois dos mais importantes historiadores do período, Ibne Alatir e ibne Aljauzi, nada especulam sobre isso.

## Danismêndidas
Danismende Gazi aproveitou a confusão reinante entre os seljúcidas para solicitar a Almostarxide que reconhecesse um emirado independente sob sua gestão na Anatólia Central, ao redor de Sivas e incluindo as cidades Niksar, Tocate e Euceta.

## Sucessão
Seu filho Arraxide sucedeu o pai, mas foi também deposto ao continuar a política de independência frente aos seljúcidas. O trono passaria então para a linha sucessória de Almoctafi II, onde permaneceria até a invasão mongol em 1258. Finalmente, o califa Almostancir II, já com o califado no Cairo e controlado pelos mamelucos, era neto de Abacar, filho de Almostarxide e irmão de Arraxide.